# Fusarium
Fusarium Link ex Grey, 1821 é um género de fungos da classe Sordariomycetes, em geral agrupando espécies que formam anamorfos filamentosos que produzem manchas brancas, rentes ao substrato, agrupadas em aglomerados de reprodução com esporos facilmente reconhecíveis ao microscópio pela sua forma de meia-lua ou de canoa. A maioria das espécies são saprófitos amplamente distribuídos no solo, constituindo membros relativamente abundantes do microbiota do solo das regiões temperadas e subtropicais. Estes fungos são frequentemente patógenos facultativos, capazes de sobreviver na água e solo alimentando-se de materiais em decomposição, mas que podem infectar plantas e animais, incluindo os humanos, causando as doenças conhecidas como fusarioses. Algumas espécies produzem micotoxinas nos cereais e podem, por esta via, entrar na cadeia alimentar e afectar a saúde de pessoas e animais. As principais toxinas produzidas por estas espécies são as fumonisinas e os tricotecenos.

## Patologias
Diversas espécies do género Fusarium causam infecções em humanos, tanto superficiais como sistémicas, em geral denominadas fusarioses. Entre outras conhecem-se as seguintes patologias causadas em humanos:
- Queratomicose;
- Onicomicose;
- Infecções cutâneas.
As populações em maior risco incluem as pessoas afectadas por traumas oculares, particularmente os causados por uso inapropriado de lentes de contacto, e em particular os agricultores e trabalhadores da construção civil.
Estes fungos são importantes agentes de contaminação nos laboratórios de microbiologia.
Algumas espécies causam importantes danos em plantas cultivadas, nomeadamente na cevada e o trigo, culturas que são frequentemente atacadas pela espécie Fusarium graminearum (actualmente preferencialmente designada pelo seu teleomorfo Gibberella zeae). A doença normalmente afecta a cevada e o trigo quando ocorrem períodos pluviosos na fase final do cultivo. Esta fitopatologia tem um importante impacte económico nas indústrias de panificação, cervejeira e de produção de rações para animais, já que o trigo e a cevada são as suas principais matérias primas. A contaminação da cevada pode produzir a doença conhecida como "tição" e em grandes afecções pode dar coloração rosada à cevada. A espécie pode causar também podridão da raiz e a morte das plântulas no período de sementeira. O total de perdas causadas por esta espécie na União Europeia na cevada e trigo entre os anos 1991 e 1996 foram estimadas em 300 000 milhões de euros.
O mal-do-panamá causa grandes perdas económicas na produção de bananas.

## Uso na alimentação humana
A espécie Fusarium venenatum é produzida industrialmente para uso na alimentação humana por Marlow Foods, Ltd., sendo vendido com a marca Quorn na Europa e América do Norte.

## Guerra biológica
A utilização de Fusarium como elemento na guerra bacteriológica teve a sua origem na observação de grandes mortandades causadas na União Soviética nas décadas de 1930 e 1940 quando Fusarium contaminou a farinha de trigo utilizada na confecção de pão e causou uma intoxicação alimentar com uma taxa de mortalidade de 60%. Os síntomas começavam com dor abdominal, diarreia, vómitos e prostração. Nos dias seguintes desenvolvia-se febre, calafrios, mialgias e depressão da medula óssea, com granulocitopenia e infecções secundárias.  Sintomas posteriores incluíam ulcerações na faringe e laringe, com sangramento difuso da pele, com equimoses, melena, diarreia sanguinolenta, hematúria, hematemese, epistaxe, sangramento vaginal, pancitopenia e ulceração gastrointestinal. A contaminação por Fusarium sporotrichoides foi identificada nos cereais afectados em 1932. Estes factos estimularam a investigação com fins médicos e para uso em guerra biológica.
O ingrediente activo identificado foi o tricoteceno T-2 micotoxina, o qual foi produzido em grandes quantidades e incluído em armamento antes da entrada em vigor da Convenção sobre a Proibição do Desenvolvimento, da Produção e do Armazenamento das Armas Bacteriológicas (Biológicas) ou Tóxicas e sobre a Sua Destruição, concluída em Washington em 29 de Junho de 1972. Os soviéticos foram acusados de utilizar este agente sob o nome de "chuva amarela", estimando-se que tenha causado cerca de 6 300 mortes no Laos, Camboja e Afeganistão entre 1975 e 1981.
Na sequência de um surto de Fusarium oxysporum que afectou plantações de coca e outras culturas no Peru, o governo dos Estados Unidos propôs o uso deste agente como mico-herbicida na luta contra a cultura de coca.  Em 2000, uma proposta foi autorizada para usar este agente como parte do Plano Colômbia. Em consequência da ameaça que este uso pudesse ser percebido como um tipo de guerra biológica, a administracção de Bill Clinton renunciou a este uso de Fusarium. Uma lei norte-americana posterior, aprovada em 2006, regulamentou os ensaios de campo de agentes mico-herbicidas, entre os quais Fusarium oxysporum ou Pleospora papaveracea, no território daquele país.
O uso de Fusarium oxysporum nestes ensaios levantou preocupações devido à expansão da cultura de plantas de coca resistentes ao primeiro surto e pelo fungo ter sido ligado ao nascimento de 31 crianças anencefálicas na região de Rio Grande (Texas) durante 1991, assim como na perda de palmeiras em Los Angeles, e infecções oculares propagadas por soluções de limpeza de lentes de contacto. Em alternativa foi sugerida a utilização da espécie Pleospora papaveracea, menos conhecida apesar de décadas de estudo nos laboratórios de guerra biológica de Tashkent (Uzbequistão, na antiga União Soviética, durante os quais foram isoldas e identificadas importantes micotoxinas.